# Girobirotonda pentagonal allargada
En geometria, la girobirotonda pentagonal allargada es pot construir allargant un icosidodecàedre inserint un prisma decagonal entre les dues meitats congruents. És un dels noranta-dos sòlids de Johnson (J43). Té simetria D5d.
Els 92 sòlids de Johnson van ser descrits 1966 per Norman Johnson i els va numerar. No va demostrar que no n'existia més que 92, però va conjecturar que no n'hi havia d'altres. Victor Zalgaller el 1969 va demostrar que la llista de Johnson era completa. S'utilitzen els noms i l'ordre donats per Johnson, i se'ls nota Jxx on xx és el nombre donat per Johnson.

## Desenvolupament pla

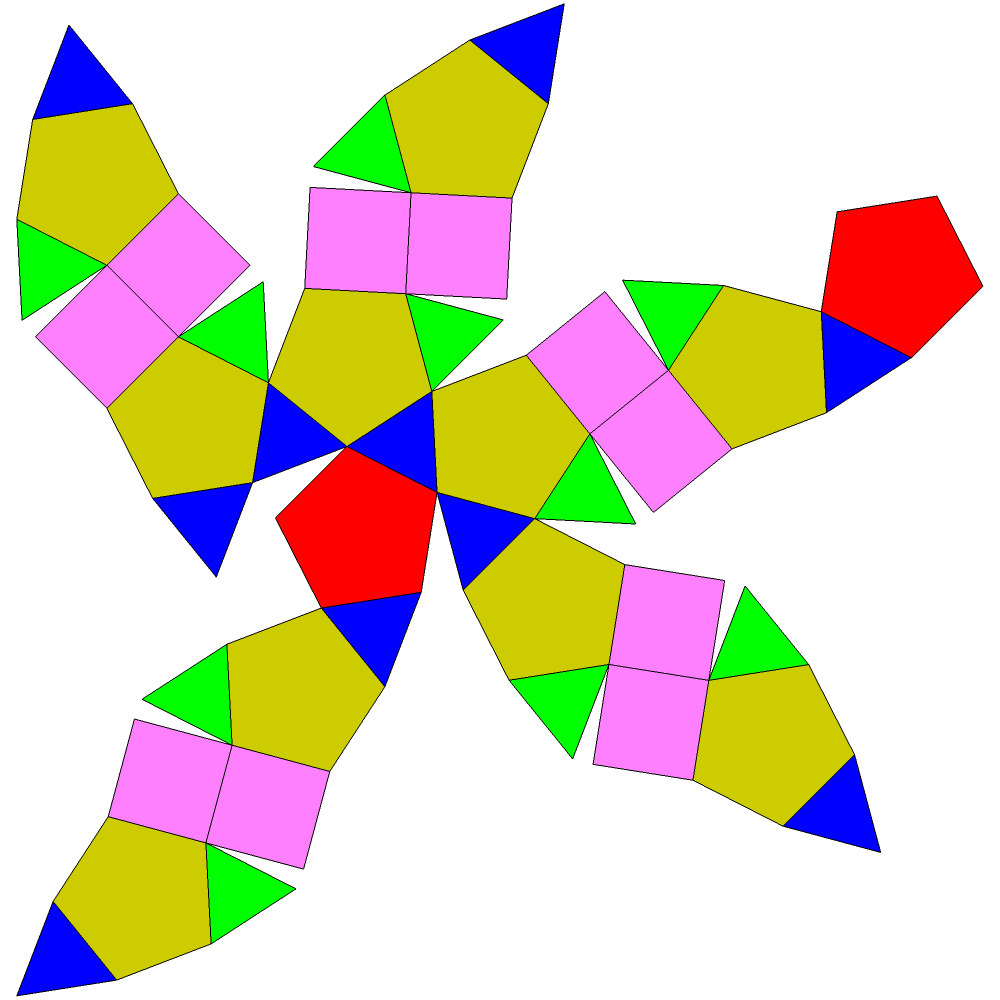
Desenvolupament pla de la girobirotonda pentagonal allargada